# Arophyton
Arophyton — род многолетних травянистых растений семейства Ароидные (Araceae).

## Ботаническое описание
Травы с периодом покоя, с корневищами или клубнями.

### Листья
Листья от единичного до немногих. Влагалища короткие.
Листовая пластинка сердцевидная, копьевидная, трёхраздельная или перистолопастная. Первичные боковые жилки перистые, сливаются в общую краевую жилку; вторичные боковые жилки параллельно-перистые; жилки более высокого порядка создают сетчатый узор.

### Соцветия и цветки
Соцветие (1)2—3 в каждом симпоидальном ветвлении. Цветоножка почти равная или короче черешков.
Покрывало без перетяжки или с небольшой перетяжкой между трубкой и пластинкой. Трубка постоянная, в то время как пластинка опадает при созревании плодов. Пластинка широко раскрытая, от белой или кремовой до зеленоватой внутри.
Початок репродуктивный до вершины или с коротким придатком, полностью свободный, или частично сросшийся в пределах женской зоны, смежной с мужской или отделённой от неё синандродиями или несколькими двуполыми цветками.
Цветки однополые, без околоцветника. Мужской цветок состоит 2—7 сросшихся тычинок; синандрии удлинённо-эллипсоидные, часто неправильной формы, немного усечённые, иногда с центральным разрезом; общий связник широкий; теки краевые, от широко-эллиптических до шаровидных, лопаются разрезом или порой на верхней поверхности. Пыльца от сферической до полусферической, среднего размера (32 мкм). Женский цветок: гинецей окружён синандродиями наподобие чашечки; завязь одногнёздная; семяпочка одна, ортотропная; фуникул обычно короткий; плацента базальная; столбик от короткого до относительно длинного, цилиндрически-конический или более-менее отсутствующий; рыльце дискообразное. Стерильные цветки: усечённые синандродии с центральной выемкой. Двуполые цветки: женские цветки, окружённые синандриями, имеющими рассеянные теки.

### Плоды
Плоды — ягоды, от эллипсоидных до веретеновидных или булавовидных, красные или зелёные.
Семена от эллипсоидных до шаровидных; теста тонкая, гладкая; зародыш большой, шаровидный или эллипсоидный; плюмула полуапикальная; эндосперм отсутствует.

## Распространение
Эндемик Мадагаскара.
Растения растут во тропических влажных или лиственных лесах на известняковой почве; геофиты или эпифиты, растущие в заполненных растительными остатками щелях или отверстиях.

## Виды
По информации базы данных The Plant List, род включает 7 видов:
- Arophyton buchetii Bogner
- Arophyton crassifolium (Buchet) Bogner
- Arophyton humbertii Bogner
- Arophyton pedatum Buchet
- Arophyton rhizomatosum (Buchet) Bogner
- Arophyton simplex Buchet
- Arophyton tripartitum Jum. typus